# Cryptosula zavjalovensis
Cryptosula zavjalovensis är en mossdjursart som beskrevs av Kubanin 1976. Cryptosula zavjalovensis ingår i släktet Cryptosula och familjen Cryptosulidae. Inga underarter finns listade i Catalogue of Life.